# ‘En H̱andaq
‘En H̱andaq (hebreiska: עין חנדק) är en källa i Israel.   Den ligger i distriktet Jerusalem, i den centrala delen av landet. ‘En H̱andaq ligger 541 meter över havet.
Terrängen runt ‘En H̱andaq är huvudsakligen kuperad, men österut är den platt. ‘En H̱andaq ligger nere i en dal.Runt ‘En H̱andaq är det tätbefolkat, med 913 invånare per kvadratkilometer. Närmaste större samhälle är Jerusalem, 7,3 km öster om ‘En H̱andaq. Omgivningarna runt ‘En H̱andaq är i huvudsak ett öppet busklandskap.